# Virginie Bovie
Joséphine Louise Virginie Bovie (Sint-Jans-Molenbeek, 24 oktober 1824, - Elsene, 25 april 1887) was een Belgisch kunstenares en kunst-beschermvrouwe. Ze schilderde voornamelijk historische en allegorische taferelen, maar later ook portretten en bloemstillevens. In 1870 werd ze als ‘bekend’ bestempeld, maar hedendaags wordt ze echter ‘een vergeten Brusselse schilderes’ genoemd omdat er van de meer dan 200 door Bovie geschilderde schilderijen, uiteindelijk maar 7 zijn teruggevonden.

## Biografie
Bovie was de dochter van een hotelier, naderhand rentenier. Afkomstig uit een rijke familie, wat haar de mogelijkheid gaf een carrière als kunstschilderes na te jagen. Zo heeft ze bijvoorbeeld teken- en schilderlessen kunnen volgen bij schilder Frans-Karel De Weirdt (1799-1855). Hierna betrad ze het atelier van schilder Antoine Wiertz (1806-1865).
Voor haar dertigste heeft Bovie haar eerste zelfstandige stappen in de kunstwereld gezet en in ieder geval twee grote doeken voor een parochiekerk en een mannenportret geschilderd. In 1855 reisde ze op 34-jarige leeftijd met haar zus Josine Natalie Louise naar Italië (naar onder andere Rome, Florence, Napels en Venetië). Dit gebeurde nog als deel van haar opleiding. Ze heeft hier veel tijd doorgebracht in musea om werken van oude meesters te kopiëren. Ook heeft ze hier haar technieken en kennis verbeterd. Zo hebben deze Italiaanse invloeden voornamelijk haar warmtegebruik en kleurtechnieken beïnvloed en verbeterd. Deze reis naar Italië bestond vrijwel geheel uit een mannelijk gezelschap. Er zijn slechts vijf vrouwen meegereisd, waarvan Bovie er dus een was. Naar aanleiding van de reis door Italië exposeerde ze in de salons van Brussel en Antwerpen doeken die waren gebaseerd op Italiaanse onderwerpen.
Bovie is haar gehele leven vrijgezel gebleven en heeft een celibatiar leven geleid. Er bestaat een kans dat Bovie lesbisch was. Ze kon, in eerste instantie voornamelijk door haar vermogende vader, een financieel onafhankelijk leven leiden. Door deze financiële zekerheid was ze in staat om in de gegoede buitenwijken van Brussel te wonen, waaronder in Elsene. Hoogstwaarschijnlijk heeft zij hier vanaf 1860 samen met haar zus Louise gewoond. Deze financiële positie was, ondanks dat ze dit voornamelijk aan haar welgestelde vader te danken had, bijzonder voor vrouwelijke kunstenaars uit haar tijd.
Vrijwel alle vrouwen die in de 19e eeuw een kunstenaarsbestaan ambieerden achtten het noodzakelijk een sterke persoonlijke band met een mannelijk artiest te hebben. Voor Bovie was dit niet haar vader, zoals voor veel vrouwelijke kunstenaars wel het geval was. Hoogstwaarschijnlijk waren het Frans-Karel De Weirdt en Antoine Wiertz die haar binnen de kunstwereld op de kaart hebben gezet. Daarnaast was het ondanks de hulp van mannelijke artiesten nog steeds zeer moeilijk om te kunnen leven van het kunstenaarsbestaan. Succesverhalen als die van Bovie werden vaak gezien als het gevolg van ‘mannelijke eigenschappen’ als vastberadenheid en concentratie.

## Kunstwerken
Bovie schilderde in het begin van haar carrière voornamelijk historische en allegorische taferelen, gebaseerd op de Venetiaanse school. Deze invloeden deed ze op tijdens haar verblijf in Italië. Kenmerkend voor deze stijl is het bijzonder diepe en warme kleurgebruik. Ook werd deze kunst als erg realistisch beschouwd, en werd er vaak gebruik gemaakt van olieverf. De onderwerpen die Bovie schilderde, zoals dus bijvoorbeeld de historische taferelen, waren ook gebaseerd op de Venetiaanse school. Deze school leefde in de 18e eeuw weer op en om kunstwerken in salons te mogen exposeren werden er vaak werken gebaseerd op de Venetiaanse school gevraagd. Naast de invloeden uit deze school baseerde ze ook veel kunstwerken op de traditionele academische schilderstijl. Deze stijl bloeide op in de 19e eeuw en baseerde zich vooral op het combineren van het Neoclassicisme en de Romantiek. Daarnaast werden er binnen de academische schilderstijl verschillende historische schilderstijlen aangenomen door kunstenaars, om zo het tijdperk dat het schilderij uit moest stralen kracht bij te zetten. Dit betrof schilderijen die historische taferelen uitbeeldden. Enkele werken van Bovie werden gemaakt in opdracht van officiële orders. Ook schilderde ze rond deze tijd genrestukken. Opvallend hieraan is dat ze bij het schilderen van deze stukken voorkeur gaf aan vrouwelijke representatie, en dat dit bij haar historische en allegorische stukken juist niet het geval was.
In de laatste tien jaar van haar leven verliet ze deze traditionele academische stijl en focuste ze zich meer op portretten en (bloem)stillevens. Deze alledaagse taferelen waren zeer populair bij het burgerlijke publiek.
Bovie heeft een atelier in Elsene gehad, genaamd ‘Musée Bovie’. Hier exposeerde zo zowel haar eigen kunstwerken als die van haar goede vrienden, waaronder haar neef Felix Bovie en goede vriend Antoine Félix Bouré. Om reclame te maken voor dit museum publiceerde ze regelmatig advertenties in tijdschriften als La Fédération Artistique. Toen ze in 1888 stierf weigerde de Belgische overheid het museum over te nemen en werden de kunstwerken in 1889 te koop aangeboden.
Vandaag zijn er slechts 7 werken van haar meer dan 200 geschilderde werken bekend. Enkele van deze schilderijen zijn: La Visitation, Les Iconoclastes en Femme napolitaine avec Enfant.
- RKD-Nederlands Instituut voor Kunstgeschiedenis: 99268